# 多摩テクノロジービルディング建設現場火災
多摩テクノロジービルディング建設現場火災（たまテクノロジービルディングけんせつげんばかさい）とは、2018年7月26日に東京都多摩市唐木田のオフィスビル新築工事現場で発生した火災。

## 概要
現場ビルは地上3階地下3階建てで、工事進捗率約90%に達していた。出火当時、建物内で321人が作業をしていた。
地下3階でアセチレンバーナーによる鉄骨溶断作業をしていたところ、床の隙間から火花が入り、地下4階免震ピット天井裏に設置されたウレタン製断熱材に引火したとみられ、約5,000平方メートルにわたって延焼した。
火災の捜査を行った警視庁捜査1課は、業務上過失致死傷と業務上失火の疑いで、安藤ハザマの社員や現場責任者、下請け作業員6人を書類送検した。
2021年12月16日、東京地方裁判所立川支部は、当時の安全衛生責任者ら2人に業務上過失致死傷罪などの罪でそれぞれ禁錮3年、執行猶予5年の判決を言い渡した。

## 類似した火災
安藤・間施工では、前年の2017年6月20日、東京都江東区新砂の物流センター解体撤去工事でガスバーナーによる鉄鋼溶断作業中に引火延焼する火災が発生し、作業員1人が負傷していた。当時現場付近の道路には数十台の車が走っていたが、幸いけが人は出なかった。火災発生直後、現場から100メートルほど離れているファミリーマートは工事関係者の緊急避難所となった。